# Студенческая (Ульяновск)
Студенческая — упразднённый в 1978 году посёлок, ныне микрорайон в южной части Засвияжского района Ульяновска, на берегу реки Грязнушка.

## История
В 1898 году мимо села Вырыпаевка проложили ветку Симбирской железной дороги Инза — Симбирск Московско-Казанской железной дороги, а рядом с селом была открыта ж/д будка.
На 1927 год переездная будка относилась к Вырыпаевскому с/с, Ульяновской волости Ульяновского уезда.
В 1958 году был открыт разъезд «Лётный», получивший своё название из-за строящегося рядом аэропорта Ульяновск-Центральный.
В 1959 году он был переименован в разъезд «Студенческий», так как рядом планировалось строительство кампуса — студенческого городка и производственной базы для Ульяновского сельскохозяйственного института. Но его решили строить в другом месте — в посёлке Октябрьский, а название за разъездом сохранился. 
В 1960 году разъезд «Студенческий» был открыт для грузовых операций и преобразован в станцию «Студенческая», которая обслуживала аэропорт. В этот период параллельно строились подъездные пути для сельскохозяйственных предприятий (объединений) «Сельхозтехники», «Сельхозхимии» и Ульяновского комбината строительных материалов (УКСМ).
В 1967 году на станцию, к месту своей постоянной дислокации, прибыла колонна путевой машинной станции № 149 (ПМС-149). Состав из двухосных вагонов был выставлен на пятый путь, где работники ПМС-149 практически до конца восьмидесятых годов проживали по одной—две семьи в вагоне. В 1968 году для ПМС-149, в лесополосе, вдоль седьмого пути станции, были уложены три пути. Окончательно база ПМС-149 была построена к 1972 году. К этому времени вдоль станции вырос посёлок.
Указом Президиума Верховного Совета РСФСР от 5 апреля 1978 года территория посёлка станции Студенческая включена в состав города Ульяновска Ульяновской области согласно представленному плану.

## Население
- На 1927 год — 7 чел.[1]
- На 1930 год — 8 чел.[10]